# Aciphylla monroi
Aciphylla monroi är en flockblommig växtart som beskrevs av Joseph Dalton Hooker. Aciphylla monroi ingår i släktet Aciphylla och familjen flockblommiga växter. Inga underarter finns listade i Catalogue of Life.